# Anisognathus
Anisognathus – rodzaj ptaków z podrodziny tanagr (Thraupinae) w rodzinie tanagrowatych (Thraupidae).

## Zasięg występowania
Rodzaj obejmuje gatunki występujące w Ameryce Południowej.

## Morfologia
Długość ciała 16–18 cm; masa ciała 21,5–68,5 g.

## Systematyka

### Etymologia
Anisognathus: gr. ανισος anisos – „nierówny” < negatywny przedrostek αν- an-; ισος isos – „równy”; γναθος gnathos – „żuchwa”; w aluzji do przysadzistego, gilo-podobnego dzioba andagry czerwonouchej.

### Podział systematyczny
Do rodzaju należą następujące gatunki:
- Anisognathus melanogenys (Salvin & Godman, 1880) – andagra czarnolica
- Anisognathus lacrymosus (Du Bus, 1846) – andagra żółtoucha
- Anisognathus igniventris (d’Orbigny & Lafresnaye, 1837) – andagra czerwonoucha
- Anisognathus somptuosus (Lesson, 1831) – andagra żółtołbista
- Anisognathus notabilis (Sclater,PL, 1855) – andagra złotobrzucha